# پریش کرول غربی (لوئیزیانا)
وست کرول پریش (به انگلیسی: West Carroll Parish) یک قصبه در ایالات متحده آمریکا است که در لوئیزیانا واقع شده‌است.

## خصوصیات
وست کرول پریش ۹۳۴٫۹۹ کیلومترمربع مساحت دارد.